# Koffi-Amonkro
Koffi-Amonkro est une localité du centre de la Côte d'Ivoire, et appartenant au département de Prikro, Région du N'zi-Comoé. La localité de Koffi-Amonkro est un chef-lieu de commune.